# Dyckia commixta
Dyckia commixta är en gräsväxtart som beskrevs av Emil Hassler. Dyckia commixta ingår i släktet Dyckia och familjen Bromeliaceae. Inga underarter finns listade i Catalogue of Life.